# Tupadly (powiat Kutná Hora)
Tupadly – gmina w Czechach, w powiecie Kutná Hora, w kraju środkowoczeskim.
1 stycznia 2017 gminę zamieszkiwało 625 osób, a ich średni wiek wynosił 41,9 roku.